# Estádio Nacional de Esportes (Mongólia)
O Estádio Nacional de Esportes (em mongol: Үндэсний спортын цэнгэлдэх хүрээлэн; romaniz.: Ündesnii sportyn tsengeldekh khüreelen) é um estádio multiuso no distrito de Khan Uul, em Ulã Bator, capital da Mongólia. É reservado principalmente para jogos de futebol e tem capacidade para acomodar 20 000 pessoas. O festival Naadam, que celebra a independência do país, é realizado lá todo mês de julho. O terreno de propriedade da empresa do estádio tem de cerca de 27 hectares, dos quais o estádio ocupa cerca de 8 hectares. O estádio na Mongólia já foi sede do Campeonato Mundial Universitário de Tiro com Arco de 2016.

## História
O estádio foi construído em 1958, e desde então, não sofreu grandes reformas, embora tenha recebido algumas pinturas e retoques uma vez por ano. Embora o estádio tenha sido construído para eventos em geral, como futebol e festivais, a única cerimônia de importância é o festival Naadam, realizado em 11 de julho de cada ano, que comemora o Dia da Bandeira do Estado da Mongólia e a Revolução Popular de 1921. Em 1996, um desfile militar no Estádio Nacional de Esportes comemorou o 790º aniversário do Império Mongol e o 75.º aniversário da Revolução Popular. Outros eventos são geralmente realizados sob contrato, exceto aqueles organizados pelo governo.
Em 2014, a empresa que está construindo o arranha-céu Morin Khuur, próximo ao estádio, propôs um projeto para sua reconstrução completa, aumentando a capacidade e construindo uma cobertura até 2017. Na primavera e no verão do mesmo ano, o estádio foi reconstruído para o festival Naadam. De acordo com o plano diretor de construção da cidade, está prevista a construção de uma cobertura próxima ao estádio.

## Eventos
Os artistas da MBK Entertainment, incluindo T-ara, Davichi, Speed e The SeeYa, realizaram um show no estádio em 21 de setembro de 2013.